# Saison 2018 de l'équipe cycliste UAE Emirates
La saison 2018 de l'équipe cycliste UAE Emirates est la vingtième de cette équipe, la deuxième sous ce nom.

## Préparation de la saison 2018

### Arrivées et départs
Six coureurs quittent l'équipe durant l'intersaison, tandis que six autres sont recrutés, de sorte que l'effectif reste stable avec 26 coureurs. Il en sort néanmoins renforcé car trois leaders sont engagés : Fabio Aru , Daniel Martin et Alexander Kristoff. Les autres recrues sont Sven Erik Bystrøm, Aliaksandr Riabushenko et Rory Sutherland. Les coureurs partants sont Andrea Guardini, Marko Kump, Sacha Modolo, Matej Mohorič, Louis Meintjes et Federico Zurlo,.
| Arrivées               | Équipe 2017                  |
| ---------------------- | ---------------------------- |
| Fabio Aru              | Astana                       |
| Sven Erik Bystrøm      | Katusha-Alpecin              |
| Alexander Kristoff     | Katusha-Alpecin              |
| Daniel Martin          | Quick-Step Floors            |
| Aliaksandr Riabushenko | Palazzago Soligo Amarù Sirio |
| Rory Sutherland        | Movistar                     |

| Départs         | Équipe 2018               |
| --------------- | ------------------------- |
| Andrea Guardini | Bardiani CSF              |
| Marko Kump      | CCC Sprandi Polkowice     |
| Sacha Modolo    | EF Education First-Drapac |
| Matej Mohorič   | Bahrain-Merida            |
| Louis Meintjes  | Dimension Data            |
| Federico Zurlo  |                           |

### Objectifs
Fabio Aru fait l'impasse sur le Tour de France et sera le leader de l'équipe au Tour d'Italie et au Tour d'Espagne. Daniel Martin, sixième du Tour de France 2017, vise cette année le podium sur cette course. Alexander Kristoff est le sprinter de l'équipe et son leader pour les classiques de printemps au parcours peu accidenté.

## Coureurs et encadrement technique

### Effectif
| Cycliste               | Date de naissance  | Nationalité         | Équipe 2017                  |  |
| ---------------------- | ------------------ | ------------------- | ---------------------------- |  |
| Anass Aït El Abdia     | 21 mars 1993       | Maroc               | UAE Emirates                 |  |
| Fabio Aru              | 6 juillet 1990     | Italie              | Astana                       |  |
| Darwin Atapuma         | 15 janvier 1988    | Colombie            | UAE Emirates                 |  |
| Matteo Bono            | 11 novembre 1983   | Italie              | UAE Emirates                 |  |
| Sven Erik Bystrøm      | 21 janvier 1992    | Norvège             | Katusha-Alpecin              |  |
| Simone Consonni        | 12 septembre 1994  | Italie              | UAE Emirates                 |  |
| Valerio Conti          | 30 mars 1993       | Italie              | UAE Emirates                 |  |
| Rui Costa              | 5 octobre 1986     | Portugal            | UAE Emirates                 |  |
| Kristijan Đurasek      | 26 juillet 1987    | Croatie             | UAE Emirates                 |  |
| Roberto Ferrari        | 9 mars 1983        | Italie              | UAE Emirates                 |  |
| Filippo Ganna          | 25 juillet 1996    | Italie              | UAE Emirates                 |  |
| Alexander Kristoff     | 5 juillet 1987     | Norvège             | Katusha-Alpecin              |  |
| Vegard Stake Laengen   | 7 février 1989     | Norvège             | UAE Emirates                 |  |
| Marco Marcato          | 11 février 1984    | Italie              | UAE Emirates                 |  |
| Daniel Martin          | 20 août 1986       | Irlande             | Quick-Step Floors            |  |
| Yousif Mirza           | 8 octobre 1988     | Émirats arabes unis | UAE Emirates                 |  |
| Manuele Mori           | 9 août 1980        | Italie              | UAE Emirates                 |  |
| Przemysław Niemiec     | 11 avril 1980      | Pologne             | UAE Emirates                 |  |
| Simone Petilli         | 4 mai 1993         | Italie              | UAE Emirates                 |  |
| Jan Polanc             | 17 mars 1992       | Slovénie            | UAE Emirates                 |  |
| Edward Ravasi          | 5 juin 1994        | Italie              | UAE Emirates                 |  |
| Aliaksandr Riabushenko | 12 octobre 1995    | Biélorussie         | Palazzago Soligo Amarù Sirio |  |
| Rory Sutherland        | 8 février 1982     | Australie           | Movistar                     |  |
| Ben Swift              | 5 novembre 1987    | Royaume-Uni         | UAE Emirates                 |  |
| Oliviero Troia         | 1er septembre 1994 | Italie              | UAE Emirates                 |  |
| Diego Ulissi           | 15 juillet 1989    | Italie              | UAE Emirates                 |  |

- Stagiaires

À partir du 1er août 2018
| Coureur         | Date de naissance | Nationalité | Équipe                       |
| --------------- | ----------------- | ----------- | ---------------------------- |
| Andrea Bagioli  | 23-03-1999        | Italie      | -                            |
| Alessandro Covi | 28-09-1998        | Italie      | -                            |
| Nicolás Tivani  | 31-10-1995        | Argentine   | Trevigiani-Phonix-Hemus 1896 |

### Encadrement
Trois directeurs sportifs sont recrutés à l'intersaison. Philippe Mauduit et Joxean Fernández Matxín retrouvent l'équipe qu'ils avaient encadrée lorsqu'elle était nommée Lampre. Paolo Tiralongo, qui a arrêté sa carrière de coureur en fin d'année 2017, arrive de l'équipe Astana avec Fabio Aru dont il a été un équipier.

## Bilan de la saison

### Victoires
| Date       | Course                                                  | Pays                | Classe | Vainqueur            |
| ---------- | ------------------------------------------------------- | ------------------- | ------ | -------------------- |
| 18 fév.    | 6e étape du Tour d'Oman                                 | Oman                | 2.HC   | Alexander Kristoff   |
| 21 fév.    | 1re étape du Tour d'Abou Dabi                           | Émirats arabes unis | 2.UWT  | Alexander Kristoff   |
| 24 mars    | Championnat des Émirats arabes unis du contre-la-montre | Émirats arabes unis | CN     | Yousif Mirza         |
| 31 mars    | Championnat des Émirats arabes unis sur route           | Émirats arabes unis | CN     | Yousif Mirza         |
| 1er mai    | Grand Prix de Francfort                                 | Allemagne           | 1.UWT  | Alexander Kristoff   |
| 7 juin     | Grand Prix du canton d'Argovie                          | Suisse              | 1.HC   | Alexander Kristoff   |
| 8 juin     | 5e étape du Critérium du Dauphiné                       | France              | 2.UWT  | Daniel Martin        |
| 13 juin    | 5e étape du Tour de Suisse                              | Suisse              | 2.UWT  | Diego Ulissi         |
| 13 juin    | 1re étape du Tour de Slovénie                           | Slovénie            | 2.1    | Simone Consonni      |
| 24 juin    | Championnat de Norvège sur route                        | Norvège             | CN     | Vegard Stake Laengen |
| 12 juillet | 6e étape du Tour de France                              | France              | 2.UWT  | Daniel Martin        |
| 29 juillet | 21e étape du Tour de France                             | France              | 2.UWT  | Alexander Kristoff   |

### Résultats sur les courses majeures
Les tableaux suivants représentent les résultats de l'équipe dans les principales courses du calendrier international (les cinq classiques majeures et les trois grands tours). Pour chaque épreuve est indiqué le meilleur coureur de l'équipe, son classement ainsi que les accessits glanés par UAE Emirates sur les courses de trois semaines.

#### Classiques
| Classique            | Milan-San Remo          | Tour des Flandres        | Paris-Roubaix       | Liège-Bastogne-Liège | Tour de Lombardie  |
| -------------------- | ----------------------- | ------------------------ | ------------------- | -------------------- | ------------------ |
| Coureur (classement) | Alexander Kristoff (4e) | Alexander Kristoff (16e) | Marco Marcato (18e) | Daniel Martin (18e)  | Daniel Martin (9e) |

#### Grands tours
| Grand tour           | Tour d'Italie       | Tour de France                                                                                   | Tour d'Espagne  |
| -------------------- | ------------------- | ------------------------------------------------------------------------------------------------ | --------------- |
| Coureur (classement) | Valerio Conti (24e) | Daniel Martin (8e)                                                                               | Fabio Aru (23e) |
| Accessits            | -                   | 2 victoires d'étapes (Daniel Martin, Alexander Kristoff), Prix de la combativité (Daniel Martin) | -               |